# Alexis Simon Belle

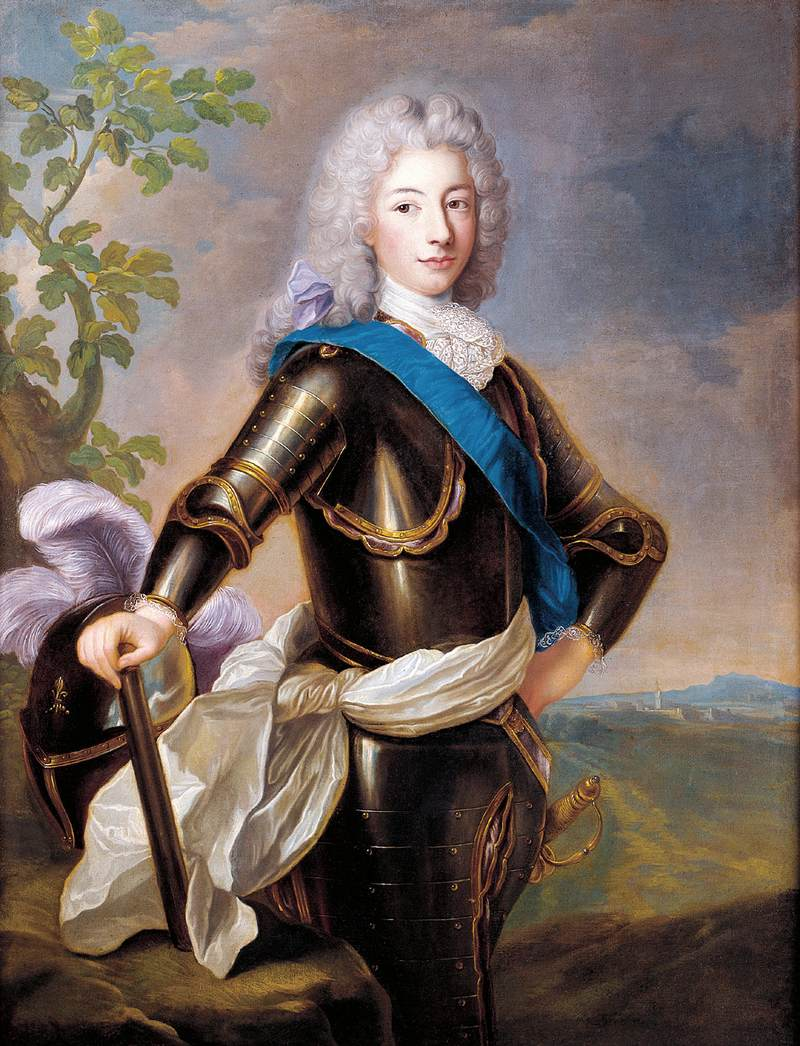
Retrato por Alexis Simon Belle de Luis Francisco de Borbón-Conti.

Alexis Simon Belle (París, 12 de enero de 1674-París, 21 de noviembre de 1734), fue un pintor francés, especializado en retratos de miembros de la corte.

## Nacimiento
Alexis Simon Belle nació en París, siendo el segundo hijo y único niño de Jean-Baptiste Belle (nacido antes de 1642 y muerto en 1703), igualmente pintor. Su madre Anne des Champs murió en 1705.
El nacimiento y el bautismo de Alexis Simon Belle se registraron en la parroquia de Saint-Sulpice en París y se recogen en la obra de Eugène Piot, Le Cabinet de l'amateur correspondiente a los años 1861 y 1862:

El 17 de enero de 1674 ha sido bautizado Simon-Alexis, hijo de Jean Belle, maestro pintor, y de Anne des Champs su mujer; su padrino, Simon-Alexis Sourdeval hijo de Guillaume Sourdeval;  la madrina Marie Mercier, hija de Louis Mercier. La madrina declara no haber firmado. Firmado: Louis Sourdeval, Jean Belle.

## Su vida y su familia
Belle inició su formación con su padre, pasando después a estudiar con François de Troy (1645/46-1730), pintor de la corte del rey Jacobo II de Inglaterra durante su exilio en Saint-Germain-en-Laye. Belle comenzó a trabajar en Saint-Germain-en-Laye en 1698, permaneciendo allí hasta 1701. Fue éste un periodo de paz entre Francia y Gran Bretaña y los jacobinos podían atravesar el Canal de La Mancha transportando cuadros de Jacobo Eduardo Estuardo (quien, a la muerte de su padre en 1701 se convirtió en candidato al trono jacobino de Gran Bretaña) y de su hermana, la princesa Luisa María. Troy era en ese momento el único pintor de la corte de Jacobo II y necesitaba la ayuda de Belle, su mejor alumno, para poder realizar las pinturas que le pedían.
En agosto de 1700, Belle obtuvo el Premio de Roma, pero fue a Saint-Germain-en-Laye en lugar de viajar a Italia.
El 12 de noviembre de 1701 se casó con Anne Chéron (1663-1718), pintora miniaturista, hermana de Elisabeth-Sophie Chéron (pintora sobre esmalte y grabado además de poetisa), titulándose Pintor Ordinario del Rey de Inglaterra. Algunas semanas antes de la muerte del Rey Jacobo II, fue recomendado a su hijo Jacobo III, reconocido como Rey de Inglaterra, de Escocia y de Irlanda por el rey Luis XIV.
Alexis Simon Belle se convirtió en el pintor principal de la corte jacobina, donde él y su mujer se instalaron y trabajaron. Después de la reanudación de la guerra entre Gran Bretaña y Francia en 1702, sus retratos de Jacobo Estuardo, titulado Jacobo III («The Old Pretender»), y de su hermana la princesa real, siguieron pasando por el Canal de la Mancha de contrabando, y Belle continuó con sus trabajos para los miembros de la corte jacobina al igual que para el convento de los Agustinos Ingleses de París. Existen varias copias de su retrato de Jacobo Estuardo en armadura, de pie en la orilla del Canal de la Mancha, por el que cruzan los barcos de guerra dirigiéndose a los acantilados de Dover.
El retrato más célebre de Belle es, sin embargo, el que hizo de Jacobo Estuardo en 1712, justo antes de su salida de Saint-Germain-en-Laye hacia Lorena, representado en uniforme militar en una tienda de campaña. Será esta la imagen típica del Viejo Pretendiente, copiada numerosas veces. En un grabado hecho a partir de este cuadro por François Chéreau, Belle es descrito como el pintor de su majestad británica (D.M. Brit). En 1713, Chéreau hizo otro grabado sobre un retrato de Belle, el de la princesa María Luisa (fallecida en 1712) que permanece en el castillo de Sizergh, Cumbria.
Después de la salida del pretendiente de Saint-Germain-en-Laye, Belle aún permaneció allí e hizo algunos retratos de diferentes diplomáticos que habían tomado parte en el Tratado de Utrecht. Pero en 1714 volvió a reunirse con Jacobo Estuardo en su nueva corte de Bar-le-Duc. Entre 1716 y 1719, años en los que el pretendiente vivía en Italia, Belle recibió numerosos encargos de los jacobinos en el exilio, tras el fracaso de 1715.
En la década de 1720 Belle será la nobleza francesa la que encargue sus obras. Tuvo la oportunidad de retratar al joven rey Luis XV, y se hicieron grabados de una gran parte de sus obras maestras, indicio del elevado estatus que llegó a alcanzar en Francia. Al mismo tiempo siguió trabajando para los jacobinos en Francia, y en 1724 firmó un retrato de Marie-Charlotte Sobieska (cuñada de Jacobo Estuardo) con la mención «pictor regis Britann». (pintor del rey de Gran Bretaña). En 1731, Belle hizo dos copias de los retratos de los dos hijos de Jacobo Estuardo, el Príncipe Charles Édouard Stuart y el Príncipe Henri Benoît Stuart.
Anne Chéron, primera esposa de Belle, falleció en abril de 1718. El 12 de enero de 1722 contrajo su segundo matrimonio con Marie-Nicolle Horthemels, (nacida en 1689 y fallecida después de 1745), también pintora y grabadora. Juntos, tuvieron dos hijos, nacidos en 1722 y 1726, y una hija nacida en 1730. La familia Belle vivió en el barrio de Saint-Germain y en París, en la calle du Four. La hermana de su esposa, Louise-Magdeleine Horthemels (1686-1787) fue una grabadora de renombre en París durante más de cincuenta años, y madre del grabador y crítico de arte Charles-Nicolas Cochin (1745-1790). Otra hermana de su esposa, Marie-Anne-Hyacinthe Horthemels (1682-1727), trabajó también en el campo del grabado y fue esposa de Nicolas-Henry Tardieu (1674-1749), grabador, miembro de la Real Academia de Pintura y Escultura.
La familia Horthemels, originaria de los Países Bajos, era adepta al teólogo holandés Cornelius Jansen y tenía un estrecho vínculo con la abadía de Port-Royal des Champs, el centro del pensamiento jansenista en Francia.
El hijo mayor del matrimonio, Clément-Louis-Marie Belle (1722-1806), fue también pintor y diseñador de tapices. El registro parroquial de Saint-Sulpice recoge así su partida de bautismo:

El lunes 7 de diciembre de 1722 ha sido bautizado Clément-Louis-Marie-Anne, nacido el 16 del último Noviembre, hijo de Alexis-Simon Belle, pintor del rey en la Real Academia de Pintura y Escultura, y de Marie-Nicole Horthemels su mujer, vecinos de la calle Four, el padrino, el muy grande y poderoso señor Louis-Marie Daumont, duque de Villequier, primer gentil-hombre de la cámara del Rey; la madrina, la muy alta y poderosa señora Anne-Marie Maxuel, hija del muy poderoso señor milord el conde de Nisdel y de la muy alta y poderosa Winitride Herbet de Montgomery, su esposa, el padre. [firmado] Anne Maxuel, Daumont, duque de Villequier, Marie Herbet de Ponis, M.e. de Rieu de Forelle, Belle, Longuet de Gergy, cura de Saint-Sulpice.

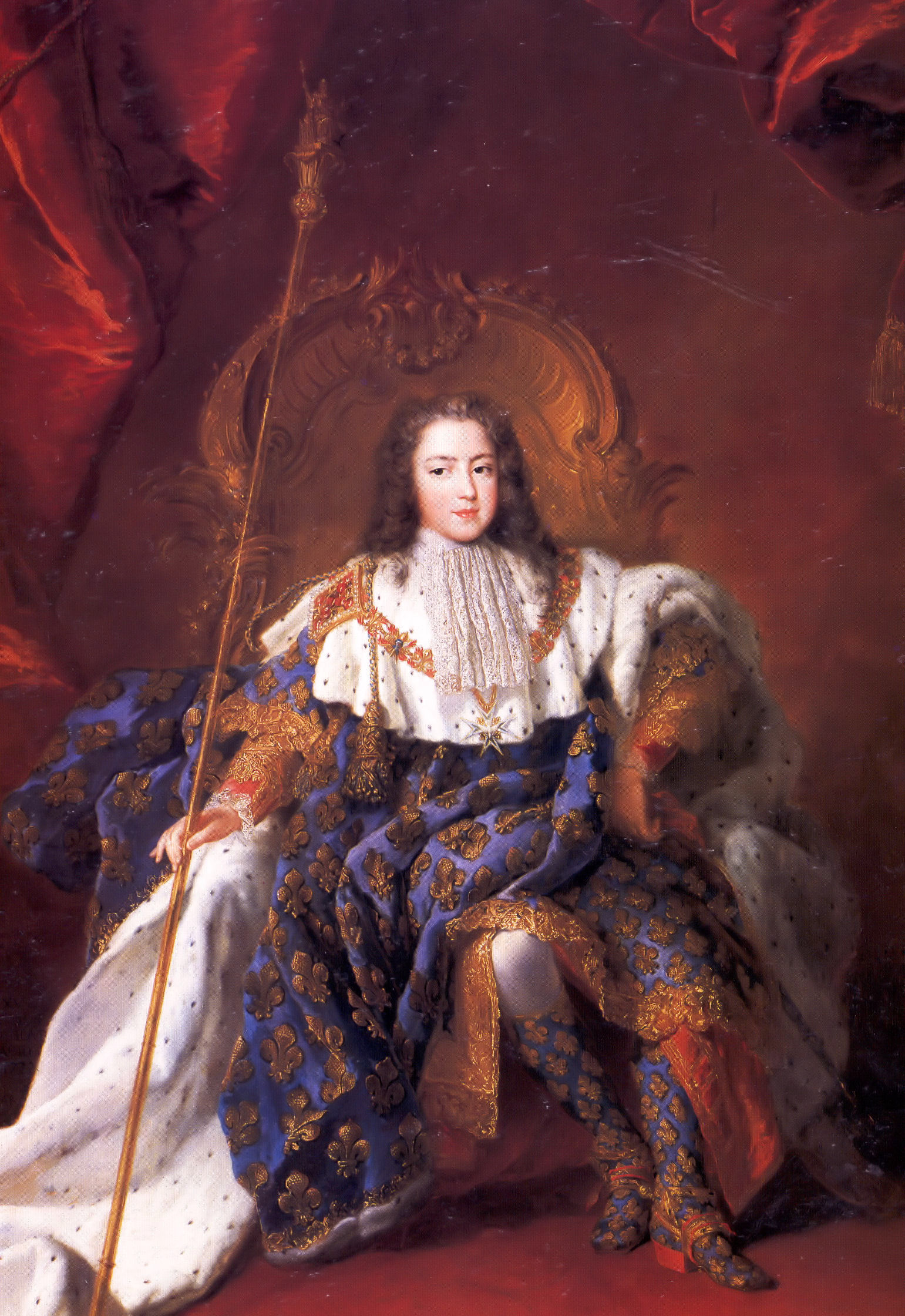
Retrato del rey Luis XV de Francia. 1723.

Los testigos firmantes eran todos jacobinos: Willian Maxwell, conde de Nithsdale (1682-1744), su esposa, Winifred Herbet (1690-1749), quien había organizado la fuga de su marido de la Torre de Londres en 1716, y su hija, Lady Anne Maxwell (1716-1735). Un hecho notable es que la madrina no tenía más que seis años. Herbet de Ponis es una equivocación ya que Winifred Herbet era la hermana de William Herbet, primer marqués de Powis.
En tanto que pintor retratista, el estilo de Belle siguió siendo el de su maestro François Troy, recibiendo también las influencias de Hyacinthe Rigaud y Nicolas de Largillière. Él, por su parte, fue maestro de Jacques-André-Joseph-Camelot Aved (1702-1766).
Tras su fallecimiento en 1734 a Belle se le cita como «pintor del rey en su Real Academia de Pintura y Escultura, consejero del rey, revisor general de las rentas del clero, revisor de las aves de corral en el Hotel de Ville de Paris», demostrándose así las buenas relaciones que mantuvo con el gobierno. El hijo de Belle, Louis-Clément, se dedicó a la pintura de historia. Cuando murió en 1806 era «rector del colegio especial de pintura, de escultura, de arquitectura y grabado y profesor de dibujo de la Manufactura Imperial de los Gobelinos».

## Obras

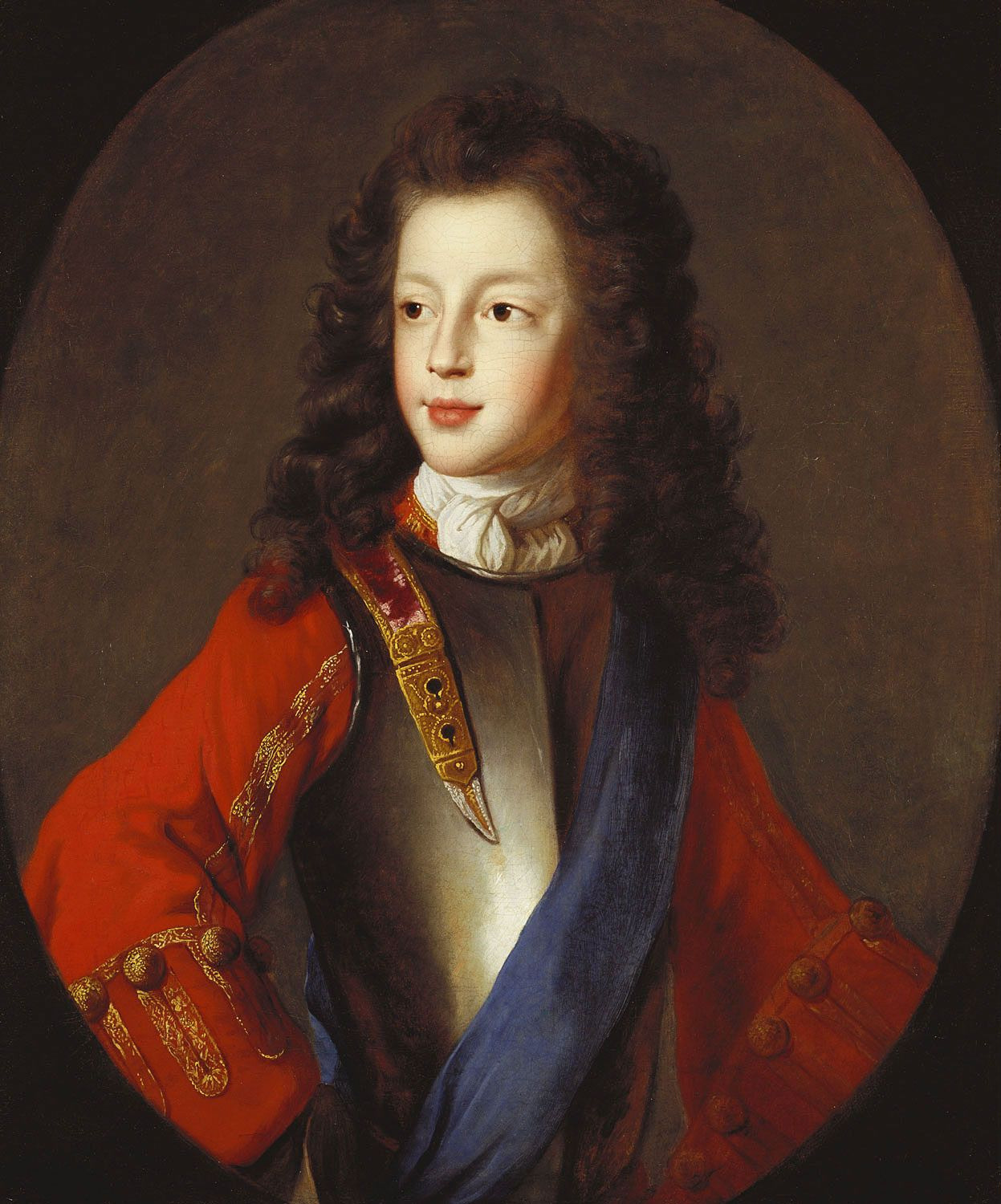
Jacobo Francisco Eduardo Estuardo hacia 1703, retrato de la Royal Collection, atribuido a Belle.

Alexis Simon Belle fue principalmente un pintor-retratista. Algunas de sus obras son:
- Retrato alegórico del príncipe Jacobo Francisco Eduardo Estuardo y de su hermana, la princesa Luisa María Teresa, presentando al príncipe como un ángel guardián (1699), actualmente en la Royal Collection.[11]
- La Reina María de Módena, c. 1699, actualmente en el Castillo Sizergh, Cumbria.[3]

- Princesa Luisa María Teresa Estuardo, 1704.[12]
- Príncipe Jacobo Francisco Estuardo, circa 1700-1705.[13]
- Jacobo Francisco Eduardo Estuardo en armadura presentando al príncipe, (1703, actualmente en el Colegio de los Escoceses de París).[3]
- Henry St John, primer vizconde de Bolingbroke, hacia 1712.[14]
- Jacobo Francisco Eduardo Estuardo, 1712.[15]
- Jacobo Francisco Eduardo Estuardo, 1712.[16]
- Jacobo Francisco Eduardo Estuardo, c. 1714, retrato actualmente desaparecido, pero conocido gracias a un grabado hecho por Marie-Nicolle Horthemels.[3]
- Elisabeth-Charlotte y su hijo, doble retrato de Élisabeth Charlotte d’Orléans y de Francisco I, Emperador de Romanos, fechado en 1722, actualmente en el château de Lunéville.[17]
- John Law de Lauriston, entre 1715 y 1720 (atribuido).[18]
- Louis François de Bourbon-Conti.[19]
- François de Troy (1645-1730), óleo sobre un lienzo, en el primer cuarto del sigo XVIII, actualmente en el Museo Nacional del Castillo y del Palacio de Trianon, Versalles.[20]
- Antoine Crozat, marqués del Chatel (1655-1738), óleo sobre lienzo, primer cuarto del siglo XVIIII actualmente en el Museo Nacional del Castillo y del Palacio de Trianon, Versalles.[21]
- Autorretrato, óleo sobre lienzo, actualmente en el Museo Nacional del Castillo y del Palacio de Trianon, Versalles.[22]
- Marie-Charlotte Sobieska, cuñada de Jacobo Estuardo, 1724.[3]
- Charles Gabriel de Belsunce, marqués de Castelmoron, Teniente General, (1681-1739), óleo sobre lienzo, primera mitad del siglo XVIII, actualmente en el Museo Nacional del Castillo y del Palacio de Trianon, Versalles.[23]

## Fallecimiento
Belle falleció en París en 1734. Sus funerales en la Iglesia de Saint-Sulpice están descritos con detalle por Eugène Piot, en Le cabinet de l'amateur. Su entierro tuvo lugar el 22 de noviembre de 1734. Se le describe como pintor ordinario del rey, y de su majestad británica, miembro de la Academia de Pintura, consejero del Rey, interventor general de las rentas del clero e interventor de las aves de corral del ayuntamiento de París, esposo de Marie-Nicole Hortemels, fallecido de enfermedad en su casa, calle de Four, el 21 de noviembre. Su edad es aproximadamente 60 años, 10 meses, 8 días, y esta igualmente inscrito que el entierro fue organizado por Clément Louis Marie Anne Belle y «N. Belle, bautizado, de 7 años», sus hijos, y por «Fréderic-Eustache-Auguste Hortemels, grabador, Denis Hortemels, librero, Nicolas Tardien y Charles-Nicolas Cochin, grabador del rey, sus cuñados».